# Georgy Viktorovich Deliev
Georgy Viktorovich Deliev (sinh ngày 1 tháng 1 năm 1960) là một nam diễn viên, nghệ sĩ và nhạc sĩ người Ukraina. Năm 2002, ông nhận danh hiệu Nghệ sĩ Ưu tú Ukraina, rồi được trao Nghệ sĩ Nhân dân Ukraina vào năm 2009. Ngoài ra vào đầu thập niên 1990, ông dẫn dắt đoàn hài kịch "Masks" từ Odesa; những chương trình truyền hình của đoàn hài này đã thống trị truyền hình Nga và truyền hình Ukraina.
Deliev được đào tạo thành kiến trúc sư, có kỹ năng về mảng mỹ thuật, song những bức tranh của ông lại nổi bật bởi thế giới quan riêng biệt và hài hước của mình. Những tác phẩm ấy được làm bằng nhiều phương tiện khác nhau (sơn đầu, acrylic, màu nước, mascara, màu phấn tiên) và được thực hiện theo lối vẽ thử nghiệm; chúng được lưu trữ trong bảo tàng và các bộ sưu tập cá nhân cũng như trưng bày trong các phòng triển lãm.

## Thân thế và giáo dục
Deliev sinh ngày 1 tháng 1 năm 1960 ở thành phố Kherson của Ukraina. Deliev theo học Khoa Kiến trúc của Học viện Kỹ thuật xây dựng và Kiến trúc quốc gia Odesa từ năm 1977 đến 1982. Ông rất tích cực tham gia vào kịch câm và diễn hề trong lúc còn là sinh viên. Ông làm kiến trúc sư ở Pyatigorsk từ năm 1982 đến 1984, rồi chuyển đến Chișinău và thành lập cùng lúc các nhà hát và xưởng kịch câm.

## Sự nghiệp
Dưới sự dẫn dắt của Vyacheslav Polunin, Deliev tham gia vào dàn diễn viên "Lycedy" của Nhà hát Leningrad vào năm 1984. Ông được nhận vào đoàn hề và kịch câm "Masks" của Nhà hát Odesa Philharmonic cùng năm ấy. Ông tiếp tục làm giám đốc nghệ thuật kiêm đạo diễn, diễn viên và biên kịch cho các tiểu phẩm comic strip của "Masks" lúc bấy giờ, từ năm 1986 đến 1989. He Ông theo học Khoa chỉ đạo sân khấu của Học viện Nghệ thuật Nhà hát Quốc gia.
Сім днів з російською красунею là tác phẩm điện ảnh mà Deliev tham gia ghi hình vào năm 1991. Bên cạnh đóng trong một số phim của Kira Muratova, ông thắng giải diễn viên nam xuất sắc nhất trong phim điện ảnh The Tuner tại Liên hoan phim Stozhary 2005. Ông còn sắm các vai như Ostap Bender trong phim điện ảnh Đức Zwölf Stühle (Twelve Chairs) của Ulrike Ottinger và vai chính trong phim điện ảnh hài của Ukraina Прикольна казка (2008).
Deliev được chọn làm đại diện cho Hội đồng thành phố Odesa vào năm 2002 và tham gia vào Ủy ban Văn hóa, Tuổi trẻ và Thể thao. Ông và giọng ca nổi tiếng Ukraina Alena Vinnitskaya có màn hợp tác rất ăn ý. Cặp đôi đã giành giải Bài hát của năm 2006. Deliev còn là nghệ sĩ guitar, ca sĩ, sáng tác bài hát của nhóm nhạc rock Master Class. Ông đã tiến hành dự án tiếp theo của mình, phát hành các album gồm Хулиган с большой буквьі (2005), Дубда (2007) và Небесньїй поезд (2008).
Tính đến năm 2016, Deliev đã biểu diễn cùng ban nhạc Master Class khắp các bang và thành phố của Ukraina. Nhạc của ông được bật ở nhiều đài phát thanh của Ukraina, còn video của ông được phát sóng trên các kênh hàng đầu của Nga và Ukraina. Ông đã biểu diễn trực tiếp ở mọi show diễn, chơi hàng loạt những nhạc cụ khác thường. Anh là thành viên của ban giám khảo League of Laughter từ năm 2017. Năm 2018, ông đóng vai thủ lĩnh của DPR ở một số bộ phim, mà nổi bật là Donbass của Serhii Loznytsia.

## Tranh cãi

### Bài trừ Ukraina
Deliev được bổ nhiệm Phó chủ tịch Hội đồng thành phố Odesa vào năm 2002. Ông kiên quyết thể hiện sự phản đối các nguyên tắc của Cách mạng Cam cả trong lẫn sau sự kiện đó, phát triển thành một phong trào bài Ukraina vững chắc. Năm 2006, ca khúc và video của Рідна мова được phát hành, trở thành nguồn tài liệu trực tuyến nổi tiếng. Trong video, ông cố hát bằng tiếng Nga, nhưng liên tục bị hai người đàn ông khổng lồ đeo kính đen làm gián đoạn liên tục—tình cờ lại tượng trưng cho "chế độ cam gây ức chế"—thì Deliev quả quyết bắt ông hát bằng tiếng Ukraina.

### Chế giễu tiếng Ukraina
Deliev đã chế giễu tiếng Ukraina trong một video có nhan đề Рідна мова được thu âm năm 2006. Nhiều nhà quan sát người Ukraina lên án hành vi này, cáo buộc ông là người bài Ukraina sau khi video xuất hiện. Ông đáp lại các chỉ trích bằng tuyên bố đoạn băng chỉ là bản thô được phát tán trên mạng, rồi sau bảo vệ đoạn băng khi xem nó là xu hướng giả gây chia rẽ xã hội về các vấn đề ngôn ngữ. Sau đó, ấn phẩm The Ukrainian Weekly đưa tên ông vào danh sách 10 nhân vật bài ngoại nhất năm 2011.

### Vụ sáp nhập Krym năm 2014
Deliev đã hợp pháp hóa cuộc trưng cầu dân ý giả của Nga ở một lần ông làm phỏng vấn vào năm 2014, sau vụ sáp nhập Krym và khởi đầu xung đột ở Ukraina. Theo ông, Nga "có lẽ đã chiếm được Krym đúng cách." Theo ông, xung đột này bùng phát do phương Tây vô hồn muốn chia rẽ Nga và Ukraina. Sau đó, ông cho rằng Krym chỉ được "trao trả một cách hòa bình" cho Nga nhằm đổi lấy tiền mặt, ngay cả khi ông phản đối chuyện này. Nói đến chính trị, ông nói ngập ngừng vì nghĩ rằng "nghệ sĩ thì nên trung lập, mang những giá trị chung và không kích động gây hấn." Lúc bấy giờ, nam nghệ sĩ nghĩ rằng xung đột chỉ có thể chấm dứt nhờ Giáo hội Chính thống giáo Nga. Ông khẳng định trong một lần phỏng vấn vào năm 2021 rằng ông không xem là một quốc gia có chủ quyền.

### Nga xâm lược Ukraina năm 2022
Sau khi Nga tiến hành xâm lược Ukraina, Deliev đã kiềm chế không tiết lộ quan điểm về tình hình đất nước mình. Ông cũng kiềm chế tránh thảo luận nêu quan điểm về trách nhiệm của Nga, vụ sáp nhập Krym và tội chung của người Nga có thay đổi hay không. Ông cho biết trong một lần phỏng vấn với trang web Nerkhomi rằng ông cùng gia đình đã chuyển đến Pháp từ Ukraina. Ngay cả khi ghé thăm Odesa vào tháng 9 năm 2022, Deliev vẫn im lặng không nói về cuộc xung đột.

## Đời tư
Ông có một người vợ đầu tên Larisa Pudovska, bà đã mất vào năm 2012; họ có với nhau cô con gái tên Yana trong thời gian chung sống. Sau đó Deliev kết hôn với Kateryna, và họ có chung hai con trai là Mykola và Luka. Gia đình ông hiện sống trong một ngôi nhà ở ngoại ô Paris sau khi chuyển ra khỏi một căn hộ tập thể (communal flat). Cha ông tên là Viktor Deliev, ông này bày tỏ sự ủng hộ Ukraina rõ rệt hơn nhiều khi kêu gọi người Ukraina sử dụng lại tiếng mẹ đẻ, bàn luận về những tội ác mà Nga gây ra ở Ukraina, và bàn về quá trình Nga hóa bạo lực ở đất nước ông từ năm 2021.

## Danh sách phim
| Năm       | Tựa phim                     | Vai diễn                         | Ghi chú                          |
| --------- | ---------------------------- | -------------------------------- | -------------------------------- |
| 1991      | 7 dney s russkoy krasavitsey | Furich                           | làm đạo diễn và biên kịch        |
| 2004      | Zwölf Stühle                 | Ostap Bender                     | mùa 1; tập 1 và 2                |
| 2004      | The Tuner                    | Tuner Andrey                     |                                  |
| 1991–2006 | Maski Show                   | Himself                          | làm đạo diễn và sáng tác         |
| 2008      | An Awesome Tale              | Military Minister                |                                  |
| 2009      | Malakholnaya                 | Otets Nadi                       |                                  |
| 2011      | Shabbat                      | Mark Solomonovich Bogoyavlenskiy | làm diễn viên lồng tiếng         |
| 2017      | Odesskiy podkidysh           | Arkasha                          | làm đạo diễn và người chuyển thể |
| 2018      | Donbass                      | Batyana                          |                                  |
| 2020      | Beglyanka 2                  | Nikolay Trenyov                  |                                  |
| 2020      | Cossacks                     | Russian Tsar                     | mùa 1; tập 1 và 12               |
| 2022      | Liubov i blohery             | Agro Baron                       |                                  |
| 2023      | Krai riky                    | Heorhii Deliev                   |                                  |

## Giải thưởng và ghi nhận
Mối thù địch của Deliev với những "người bị Ukraina hóa" (Ukrainizer) đã không ngăn được Viktor Yushchenko trao cho ông danh hiệu Nghệ sĩ Nhân dân Ukraina vào tháng 8 năm 2009. Ông cũng là quán quân Cuộc thi Nghệ sĩ nhạc pop toàn quốc, cũng như là chủ nhân và đoạt chứng chỉ từ một số cuộc thi và liên hoan sân khấu, xiếc và truyền hình. Ông đã được trao tặng một số danh hiệu như sau:
- Nghệ sĩ Nhân dân Ukraina (2009)[2][5]
- Nghệ sĩ Ưu tú Ukraina (2002)
- Viện sĩ Viện Ảo thuật quốc tế (2005)
- Thành viên của Hội Nghệ sĩ sân khấu
- Thành viên của Hội nhà quay phim Ukraina

| Giải thưởng             | Năm  | Hạng mục                    | Tác phẩm đề cử | Kết quả   | Nguồn  |
| ----------------------- | ---- | --------------------------- | -------------- | --------- | ------ |
| Liên hoan phim Stozhary | 2005 | Nam diễn viên xuất sắc nhất | The Tuner      | Đoạt giải | [ 11 ] |